# フェリーあけぼの (初代)
フェリーあけぼのは、大島運輸（現在のマルエーフェリー）が運航していたフェリー。本項目では、1989年就航の初代を取り扱う。

## 概要
あけぼの丸の代船として三菱重工業下関造船所で建造され、1989年に就航した。
琉球エキスプレスの就航により、ニューあかつきが改装を受けフェリーあかつきとして阪神航路から鹿児島航路に転配されたため、2003年2月に引退した。
その後、海外売船され、大韓民国の清海鎮海運でオハマナ（OHAMANA）として、元フェリーなみのうえのセウォル（SEWOL）とともに仁川 - 済州航路にしていたが、2014年4月16日に発生したセウォル号沈没事故により運航停止となり、清海鎮海運の事実上の倒産により、競売にかけられた。3回の入札は不調に終わり、2015年1月14日に行われた4回目の入札で落札者が決定した。
その後、新潟県が新潟港とウラジオストク港・ザルビノ港を結ぶ日本海横断航路を開設するため、約5億円で売買契約を結び、2015年10月に日本へ回航されたが、想定していた船速が出ないことから新潟県が受け取りを拒否しており、神田造船所で係船されている。

### 航路
鹿児島航路
- 鹿児島港（新港） - 奄美大島（名瀬港新港地区） - 徳之島（亀徳港） - 沖永良部島（和泊港） - 与論島（与論港） - 本部港 - 那覇港（那覇ふ頭）

就航当初は本船と波之上丸 (3代)で、1994年6月以降はフェリーなみのうえの2隻で2日に1便を運航していた。

## 設計
船型は全通船楼甲板型で、バウスラスタ、スタンスラスタ、フィンスタビライザーを装備する。
両舷船尾にランプウェイを装備しており、トラック、乗用車などをロールオン・ロールオフ方式で車両甲板に搭載するほか、船首甲板がコンテナスペースとなっており、コンテナをデリック（K-7型1基、能力25トン）によるリフトオン・リフトオフ方式で搭載する。

## 船内

### 船室
- 特等（2名×3室）
- 1等和洋室（6名×1室）
- 1等洋室(3名×4室）
- 1等和室（12名×1室）
- 2等寝台（6-17名×9室）
- 2等洋室（14室、142名）
- 2等和室（13室、452名）

### 設備
プロムナードデッキ
- 2等室「キャビン」（和室49名×1室・14名×2室）
- 展望室「オーシャンラウンジ」

Aデッキ
- 特等室「ロイヤル」（洋室2名×3室）
- 1等室「デラックス」
  - 洋室 - 3名×4室
  - 和洋室 - 6名×1室
  - 和室 - 12名×1室
- 2等寝台「キャビンA」（洋室17名×1室）
- ロビー
- 案内所
- 売店
- 談話室
- サロン
- カフェテリアレストラン「あけぼの」
- 喫茶「スターダスト」
- 日本料理「都」
- グリル「オーシャン」

Bデッキ
- 2等室「キャビン」
  - 洋室 - 8名×4室・10名×2室・20名・18名各1室
  - 和室 - 48名×4室・49名・42名・18名・28名各1室
- 女性専用2等室「フリージアルーム」
  - 洋室 - 8名×4室
  - 和室 - 28名×1室・18名×1室
- ドライバーズルーム（10名）
- 商友会客室（10名）
- エントランスホール
- 娯楽室
- 浴室
- ゲームコーナー

## 事故・インシデント
1996年7月31日、18時15分ごろ、鹿児島港新港地区に入港する際、潮流に圧流され北防波堤の南東端に船首から衝突した。衝突により、本船は右舷船首部の外板に破口を生じ、北防波堤は衝突箇所が一部損壊した。事故発生時は、大潮で港口付近には約2.7ノットの北への潮流があった。事故原因は、潮流に対する措置が不十分で、北防波堤に対して圧流されたこととされた。